# لبلاب أرضي
لَبْلاب أرضيّ   (الاسم العلمي: Glechoma)، جنس نباتات مُزهرة من فصيلة الشفوية. التي تم وصفها لأول مرة للعلوم الحديثة في عام 1753. تنتشر في شمال آسيا وأوروبا ومركز تنوعها في آسيا، وخاصًة الصين. وتم تجنيس نوع واحد في نيوزيلندا وأمريكا الشمالية.